# آزادسازی اصفهان
آزادسازی اصفهان نتیجه مستقیم نبرد مورچه‌خورت بود که طی آن سپاه افشاریان به فرماندهی نادر، هوتکیان به سرکردگی اشرف افغان را شکست دادند. محمود هوتکی نیز که تنها بر اصفهان و نواحی اطراف آن حکومت می‌کرد، کمی بعد به‌دست پسر عمویش به‌نام اشرف افغان در ۱۱۰۳ خورشیدی (۱۱۳۷ قمری) به قتل رسید. هم‌زمان با این اوضاع، نادر که از میزان نفوذ خاندان صفوی در میان مردم آگاه بود، به شاه تهماسب دوم پیوست و در ۱۱۰۵ خورشیدی (۱۱۳۹ قمری) سردار سپاه او شد. سپس خراسان را به تصرف خود درآورد. وی پس از آن، برای به‌قدرت رساندن شاه تهماسب با هوتکیان وارد جنگ شد. در ۲۵ آذر ۱۱۰۸ ه. ش (۱۶ نوامبر ۱۷۲۹) نادر سپاهیانش را به سمت اصفهان حرکت داد. در ۱۱۰۸ خورشیدی (۱۱۴۲ قمری) رئیس هوتکیان یعنی اشرف افغان را در نبرد مهماندوست در نزدیکی دامغان و سپس در نبرد مورچه خورت در نزدیکی اصفهان و برای بار سوم در نبرد زرگان در نزدیکی شیراز شکست داد. او سپس در تعقیب اشرف، قندهار را مورد تاخت و تاز قرار داد و قبایل این دیار را مطیع خود نمود. بدین ترتیب پس از هفت سال شورش هوتکیان در ۱۱۰۸ خورشیدی (۱۱۴۲ قمری) به پایان می‌رسد.